# Rhaphidura
A Rhaphidura a madarak (Aves) osztályának sarlósfecske-alakúak (Apodiformes) rendjébe, ezen belül a  sarlósfecskefélék (Apodidae) családjába tartozó nem.

## Rendszerezésük
A nemet Eugene William Oates írta le 1883-ban, az alábbi 2 faj tartozik ide:
- ezüstarcú sarlósfecske (Rhaphidura leucopygialis)
- mocsári sarlósfecske (Rhaphidura sabini)